# Tema de Parístrio
Tema de Parístrio (em grego: Παρίστριον; romaniz.: Parístrion - "ao longo do [rio] Ister"), também Paradonabo/ Paradonabis (em grego: Παραδούναβον ou Παραδούναβις; romaniz.: Paradoúnavon ou Paradoúnavis), que é a versão mais utilizada em documentos oficiais, foi um tema bizantino (uma província civil-militar) que abrangia a região do baixo Danúbio (Mésia Inferior) nos século XI-XII.

## História
Embora os autores bizantinos se utilizem do termo para descrever as terras ao longo do Danúbio de maneira geral, a província (tema) de Parístrio parece ter englobado a maior parte da moderna região de Dobruja. não se sabe exatamente quando a província foi fundada: o estudioso romeno Nicolae Bănescu defendia que ela teria sido fundada imediatamente após o final da guerra bizantino-rus' de 970-971, enquanto que outros, como Vasil Zlatarski, acreditavam que ela teria ocorrido mais tarde, em meados do século XI.
A região era governada por um catepano ou um duque e sua capital provavelmente era Dorostolo (atual Silistra, onde um estratego aparece nas fontes na década de 970. Após a sua vitória sobre os rus', o imperador bizantino João I Tzimisces (r. 969–976) nomeou o general Leão Saracenópulo como comandante da região noroeste da Bulgária, com capital em Joanópolis (Pequena Preslava). Saracenópulo e seus subordinados então se dedicaram a fortificar a região de Dobruja nos anos seguintes, reformando e reocupando antigos fortes da era romana.
A região, porém, foi reconquistada pelo Império Búlgaro dos irmãos Cometópulos em 986 até c. 1001, quando o controle bizantino foi re-estabelecido. Bănescu, porém, acreditava que Dorostolo, pelo menos, permaneceu sob controle bizantino por todo o período. A partir da década de 1030, a região enfrentou seguidos raides dos pechenegues, a população se abrigou nos poucos fortes da região e os pechenegues conseguiram colonizar a província como aliados ou colonos (chamados de mixobárbaros na época).
Foi somente a partir do início da década de 1070 que eles se levantaram em revolta aberta, ameaçando diretamente as províncias bizantinas nos Bálcãs até serem decisivamente derrotados na Batalha de Levúnio em 1091. Apesar dos ocasionais raides cumanos a partir daí, o Tema de Parístrio permaneceu pacífico e prosperou por quase todo o século XII, mas parece ter sido extinta no final deste século.